# Сетевая Академия ЛАНИТ
«Сетевая Академия ЛАНИТ» — негосударственное образовательное частное учреждение  дополнительного профессионального образования (Лицензия на осуществление образовательной деятельности Департамента образования города Москвы регистрационный № 037143 от 16.02.2016 г.), крупный российский центр для обучения и повышения квалификации специалистов в различных областях IT-индустрии. За 26 лет работы обучение прошло более 1 миллиона слушателей.
В Академии предлагается более 1000 авторизованных и авторских учебных курсов в рамках очного, дистанционного и электронного обучения, тестирование и сертификация в области ИТ. Учебный центр также реализует корпоративные образовательные проекты, разрабатывает электронные курсы, учебные материалы и тесты, занимается съемкой видеокурсов.
Учебный центр "Сетевая Академия" занимает 2 место в категории ИТ-обучение согласно рейтингу IDC («Competitive Profiles and Analysis of Leading IT Services Players in Russia, 2018»).

## История
Академия создана в августе 1995 года как дочернее предприятие группы компаний «Ланит».
В 1996 году «Сетевая Академия ЛАНИТ» стала авторизованным центром Microsoft.
В 1998 году заключено соглашение о сотрудничестве с учебным центром «Микроинформ» для повышения эффективности обучения.
Впервые в России проведено обучение специалистов по операционной системе SCO UnixWare 7. В сотрудничестве с фирмой «МакЦентр» создана «Лаборатория Карманных Компьютеров» и различные программы обучения использованию КПК.
В 2003 году Сетевая Академия стала первым в России авторизованным учебным центром BEA Systems, было открыто 3 курса обучения: администрирование WebLogic Server, администрирование BEA Tuxedo и проектирование информационных решений на основе BEA Tuxedo.
В 2004 году совместно с Факультетом вычислительной математики и кибернетики МГУ им. М. В. Ломоносова создана Высшая компьютерная школа «Эксперт».
В 2007 году состоялось открытие первого регионального филиала Сетевой академии в Перми.
В 2009 году завершился совместный проект «Сетевой Академии ЛАНИТ» и УЦ «Микроинформ» по обучению сотрудников Федерального Казначейства РФ. Проект стал победителем Всемирного Конкурса партнерских проектов Microsoft 2010.
В 2011 году начата разработка электронных учебников Active TextBook по технологии приобретенной ЛАНИТом компании EvidentPoint.
В 2012 году в состав Академии вошел учебный центр Apple iProLab, организовано новое направление обучения технологиям Apple.
В 2013 году был запущен облачный формат обучения, в рамках которого преподаватели общаются с учениками, проверяют и комментируют лабораторные и самостоятельные работы с помощью инструментов для интернет-общения.
В 2014 «Сетевая Академия» стала авторизованным учебным центром Android ATC
В 2015 "Сетевая Академия сняла видеоролики для популяризации поэзии
В 2016 году «Сетевая Академия ЛАНИТ» стала официальным учебным центром Ivanti, Inc (LANDESK Software) в России
В 2017 году "Сетевая Академия" подписала договоры о партнерстве с «Лабораторией Касперского» и «БАЗАЛЬТ СПО».
В 2018 году "Сетевая Академия" стала авторизованным учебным центром Astra Linux, НТЦ ИТ "РОСА".
В 2019 году "Сетевая Академия" стала авторизованным учебным партнером Micro Focus и одним из двух в России авторизованных центров SUSE. Значительно расширено направление обучения программированию - теперь линейка включает курсы по Java, Python, HTML, CSS, PHP, Java Script, а также разработке игр на Unity 3D и созданию Android-приложений.
В 2020 году учебный центр получил авторизацию Postgres Pro и расширил линейку курсов по PostgreSQL. Все курсы "Сетевой Академии" стали доступны в дистанционном формате, запущена платформа онлайн-обучения, каждую неделю проходят бесплатные вебинары по различным ИТ-направлениям.
В 2021 году "Сетевая Академия ЛАНИТ" стала авторизованным учебным центром «МойОфис» и RedCheck. Совместно с «Университетом 20.35» состоялся успешный запуск комплексной программы обучения одной из самых востребованных профессий в ИТ – «Профессия DevOps-инженер: базовый уровень».
В 2023 году, 1 марта «Сетевая Академия ЛАНИТ» получила статус серебряного партнера  ГК «АСТРА» по обучению.
В 2023 году, 10 апреля «Сетевая Академия ЛАНИТ» стала авторизованным учебным центром ТУРБО. ТУРБО - это линейка отечественных программных продуктов из Реестра российского ПО для разработки бизнес-приложений и комплексной автоматизации деятельности предприятий.
В 2023 году "Сетевая Академия ЛАНИТ" стала авторизованным учебным центром по обучению работы с продуктами «Р7-Офис».

## Формы обучения
Очное обучение в группе, персональное обучение, облачное персональное обучение. Персональное обучение проводится по индивидуальному графику для каждого учащегося. В процессе персонального обучения используются мультимедиа-материалы и индивидуальное тестирование. Всего подготовлено 7 тысяч часов видеоконтента по 176 курсам. Для работодателей разработано 52 тысячи тестовых вопросов для определения квалификации и профессиональной пригодности сотрудника.. Облачный формат повторяет технологии персонального обучения, позволяя при этом заниматься в любом месте и в любое время.

## Направления обучения
- Курсы для специалистов по информационным технологиям (Linux, VMware, «Лаборатория Касперского», РЕД ОС, PostgreSQL, Astra Linux, «БАЗАЛЬТ СПО» , Avaya, , IBM и др.)
- Курсы по программированию:
  - HTML и CSS
  - PHP
  - Java Script
  - Python
  - Java
  - Android
  - Unity 3D
- Бизнес-академия
  - Управление проектами
  - Обучение госслужащих
  - IT-менеджмент
  - Инженерные системы
  - Бизнес-тренинги (Soft Skills)
- Курсы для пользователей
  - Microsoft Office
  - МойОфис
- Государственные и корпоративные образовательные проекты: разработка учебных программ, создание учебно-методического контента, проведение обучения, контроль результатов и постподдержка
- Разработка учебно-методического контента
  - Учебные пособия
  - Электронные курсы
  - Видеокурсы
  - Тесты
  - Тренажеры
  - Образовательные видеоролики и мультфильмы
  - Интерактивные учебники

## Проекты
- Курсы для Академии Ростеха в рамках задачи эффективной подготовки кадров для реализации программы цифровой трансформации. Обучение реализовано в формате гибкого интерактивного курса «лонгрид», состоящего из динамических страниц с интерактивными элементами,     инфографикой, видео и анимацией, что обеспечивает возможность нелинейного изучения материала.
- Дистанционное повышение квалификации около 400 сотрудников блока информационных технологий Системного оператора Единой энергетической системы по 24 курсам общей продолжительностью более 800 часов.
- Курс «Тестирование ПО и игр (QA)» в рамках совместного проекта «Сетевой Академии ЛАНИТ» и Правительства Удмуртии по обучению жителей региона востребованным ИТ-профессиям.
- Сотрудничество с «Университетом 20.35»: комплексная программа обучения одной из самых востребованных профессий в ИТ – «Профессия DevOps-инженер: базовый уровень». От других подобных программ, представленных на рынке, она отличается глубокой проработкой тем – это 253 академических часа теоретических и практических занятий, дающих всю необходимую базу для работы в новой профессии.
- Разработка онлайн-интенсива по С# для начинающих разработчиков совместно с Veeam Software. Основная его задача – привлечение и подготовка будущих специалистов в команду компании-разработчика. Это продолжение проекта, стартовавшего в 2018 году, в рамках которого «Сетевая     Академия» осуществляла поиск, подбор и обучение программистов с перспективой дальнейшего трудоустройства в Veeam Software.
- Дистанционное обучение 6 690 сотрудников Фонда социального страхования РФ работе с внутренними информационными системами: разработка 7 электронных курсов, включающих видеофрагменты, интерактивные элементы, практические задания, тесты и учебные тренажеры.
- Разработка 16 комплектов бесплатных интерактивных учебников по финансовой грамотности для школьников 2-11-х классов, их родителей и педагогов в рамках проекта Министерства финансов РФ «Содействие повышению уровня финансовой грамотности населения и развитию финансового образования в Российской Федерации».
- Разработка внутренней системы дистанционного обучения и повышения квалификации сотрудников Роспотребнадзора в области защиты прав потребителей финансовых услуг (в рамках совместного проекта Минфина России и Всемирного банка «Содействие повышению уровня финансовой грамотности населения и развитию финансового образования в Российской Федерации»).
- Разработка учебно-методического пособия на основании реальных кейсов и системы тестирования для подготовки 96 000 членов территориальных и участковых избирательных комиссий по всей стране.
- Создание справочного ресурса «Интерактивный рабочий блокнот участковых избирательных комиссий» для методической поддержки организаторов выборов на избирательных участках по всей РФ (около 97 000 в 85 регионах РФ).
- Учебно-методическое сопровождение внедрения ГИС ЖКХ: обучение 25 000 слушателей, разработка и регулярная актуализация серии обучающих электронных и видеоматериалов для самоподготовки пользователей системы.
- Подбор, тестирование и обучение разработчиков C#/.NET в Москве и Санкт-Петербурге по специально разработанной программе с перспективой трудоустройства в европейский офис Veeam Software.
- Создание видеокурса «Машина времени» по истории мирового искусства совместно с ГМИИ им. А.С. Пушкина.
- Повышение квалификации москвичей предпенсионного возраста в рамках Пилотной программы Правительства Москвы, призванной повысить конкурентоспособность специалистов в возрасте 50+ на рынке труда.
- Разработка электронных курсов по MS Office для обучения школьников и повышения квалификации учителей.
- Создание интерактивных электронных учебников на русском языке об истории и культуре еврейского народа (совместно с Благотворительным фондом «Российский еврейский конгресс» (РЕК) и авторской группой Центра еврейского образования «Маханаим»).
- Создание библиотеки и интернет-магазина электронных изданий для Российского института театрального искусства (ГИТИС) на базе платформы «Электронное издательство».

## Филиалы и подразделения
"Сетевая Академия" находится в Москве и располагает 9 компьютерными классами на 100 рабочих мест. Также филиал "Сетевой Академии" расположен в Казани.

## Партнерские статусы и достижения
- Серебряный партнер Microsoft в области обучения (Microsoft Silver Partner)[16];
- Авторизованный учебный центр IBM;
- Авторизованный учебный центр «Лаборатории Касперского»[17]
- Учебный партнер IVANTI (LANDESK Software) в России[18]
- Авторизованный учебный центр SUSE
- Авторизованный учебный центр БАЗАЛЬТ СПО[19]
- Учебный партнёр ГК «Современные технологии управления» (Business Studio)[20]
- Авторизованный учебный центр Astra Linux, РЕД СОФТ, НТЦ ИТ "РОСА"
- Победитель Всемирного конкурса партнерских проектов Microsoft 2010 (2010 Microsoft Partner Awards winner as Learning Solutions)[21];
- Наиболее влиятельный партнер Microsoft в области обучающих проектов в 2010 году (Impact Partner of the Year, 2010)[22].

## Руководство
Директор — Соколова Наталья Михайловна.